# Студія «Паровоз»
«Парово́з» — російська студія комп'ютерної анімації. Є основним партнером по виробництву анімаційного контенту для дитячих телеканалів холдингу ВДТРК.

## Історія
2014 — заснування студії Євгеном Головіним, Вадимом Волею та Антоном Сметанкіном.
2015 — вийшли перші серії мультсеріалів «Ве-ве-ведмедики», «Папірці», «Чарівний ліхтар».
2018 — Netflix купила права на мультсеріали «Лео і Тиг» і «Ве-ве-ведмедики».

## Нагороди та номінації

### «Папірці»
- 2016 — Xiamen International Animation Festival (Китай): «Лучший иностранный анимационный сериал» (золото).[6]
- 2016 — 21-й Відкритий Російський Фестиваль анімаційного кіно в Суздалі (номінант)
- 2016 — Міжнародний Фестиваль Анімація в Ансі (Франція): в конкурсну програму відібрано епізод «Королева хоче додому»
- 2017 — Ікар (кінопремія): «Найкращий серіал» (номінація)

### «Ве-ве-ведмедики»
- 2016 — XXI Відкритий Російський Фестиваль анімаційного кіно (Суздаль 2016): Приз в категорії «Кращий серіал» — Олексію Миронову за епізод «Найкраще місце в світі» з проекту «Ве-ве-ведмедики»[7].
- 2016 — X Великий фестиваль мультфільмів за підсумками глядацького голосування «Ранок серіалів з какао і булочкою»: 1 місце (приз і диплом) — «Ве-Ве-Ведмедики. Ципа і динозаври», реж. Олексій Миронов[8].

- 2017 — IFF Ekotopfilm (Братислава, Словаччина)

### «Лео і Тиг»
- 2017 — XXII Відкритий Російський Фестиваль анімаційного кіно в Суздалі: Приз від Reed MIDEM (сертифікат на участь в MIP Junior), студії «Паровоз» за серіал «Лео і Тиг» реж. Микола Козлов і Олександр Люткевич.[9]
- 2017 — «Мультисвіт» — «Краща 2D графіка» (лауреат).[10]

### «Казковий патруль»
- 2017 — Ікар (кінопремія): «Стартап» (лауреат).[11]
- 2017 — Xiamen International Animation Festival (Китай): «Кращий іноземний анімаційний серіал» (срібло).[12]
- 2018 — «Мультисвітр»: приз журі «За найкращий серіал».[13]
- 2019 — премія «Тефі Kids-2019» в номінації «Кращий анімаційний серіал».